# Luis Sequera
Luis Gilberto Sequera Vera (* 8. května 1961) je bývalý venezuelský zápasník – judista.

## Sportovní kariéra
Připravoval se v Ciudad Guayana ve státě Bolívar pod vedením Antonia Jéreze. Ve venezuelské mužské reprezentaci se pohyboval od počátku osmdesátých let střídavě v superlehké a pololehké váze do 65 kg. V roce 1984 startoval na olympijských hrách v Soul, kde prohrál v úvodnim kole s Jugoslávcem Francem Očkem. Sportovní kariéru ukončil na přelomu osmdesátých a devadesátých let dvacátého století. Věnuje se trenérské práci.

## Výsledky
| Turnaj                  | 1981           | 1982           | 1983           | 1984           | 1985           | 1986           | 1987           |
| Turnaj                  | 20             | 21             | 22             | 23             | 24             | 25             | 26             |
| Turnaj                  | pololehká váha | pololehká váha | pololehká váha | pololehká váha | pololehká váha | pololehká váha | pololehká váha |
| ----------------------- | -------------- | -------------- | -------------- | -------------- | -------------- | -------------- | -------------- |
| Olympijské hry          |                |                |                | úč.            |                |                |                |
| Mistrovství světa       | —              |                | —              |                | —              |                | —              |
| Panamerické hry         |                |                | ?              |                |                |                | úč.            |
| Panamerické mistrovství |                | 2.             |                | ?              | —              | —              |                |
| Jihoamerické hry        |                | ?              |                |                |                | ?              |                |
| Středoamerické a k. hry |                | 2.             |                |                |                | —              |                |
| Bolívarské hry          | 1.             |                |                |                | —              |                |                |